# Corynoneura minuta
Corynoneura minuta är en tvåvingeart som beskrevs av Johannes Winnertz 1846. Corynoneura minuta ingår i släktet Corynoneura och familjen fjädermyggor.
Artens utbredningsområde är Tyskland. Inga underarter finns listade i Catalogue of Life.